# Aprostocetus nubigenus
Aprostocetus nubigenus är en stekelart som beskrevs av Graham 1986. Aprostocetus nubigenus ingår i släktet Aprostocetus och familjen finglanssteklar. Inga underarter finns listade i Catalogue of Life.